# Bundesgymnasium und Bundesrealgymnasium Perchtoldsdorf

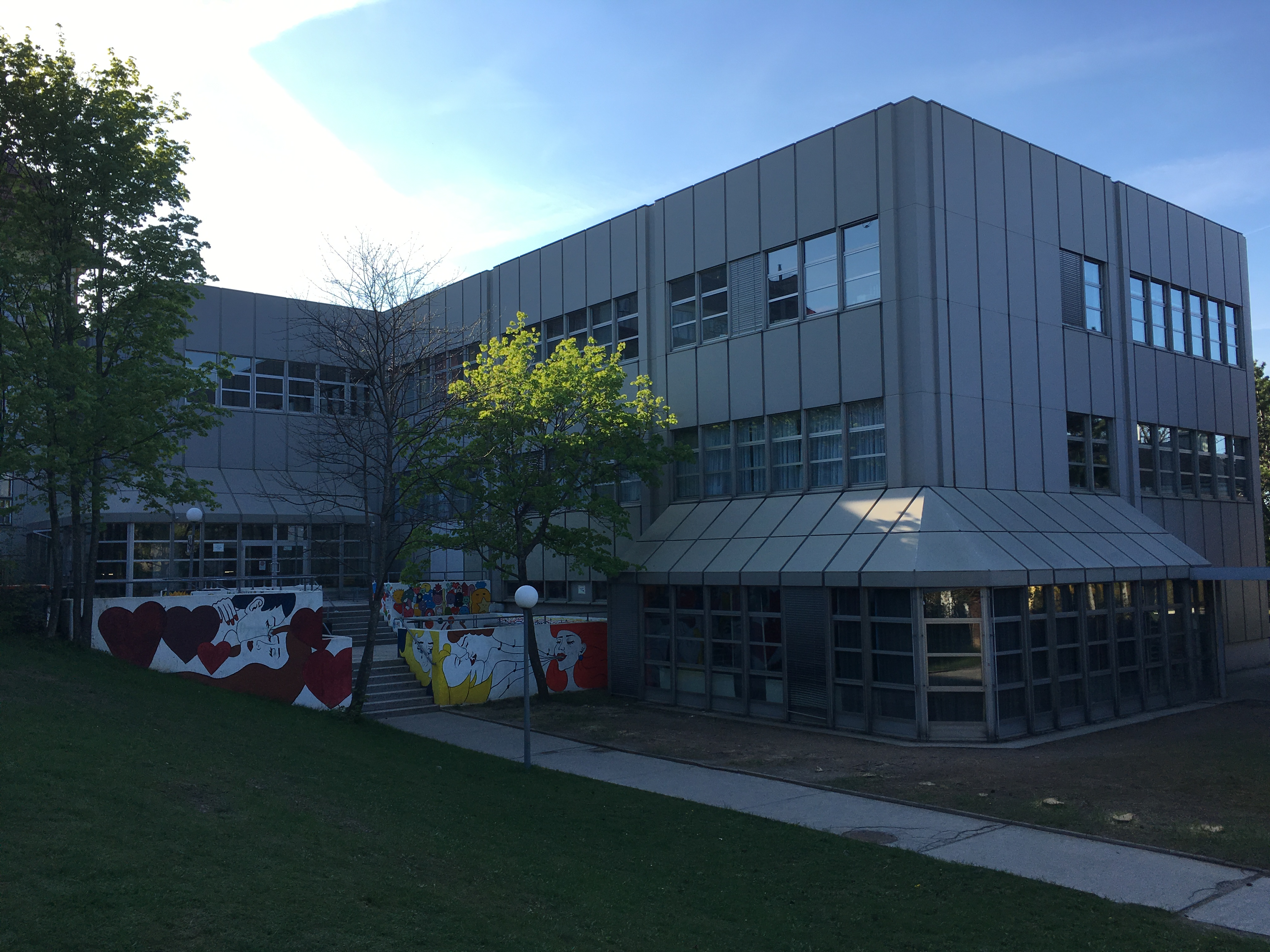
Das Schulgebäude

Das BG & BRG Perchtoldsdorf ist ein Bundesgymnasium und Bundesrealgymnasium in Perchtoldsdorf in Niederösterreich.

## Geschichte
Die Schule wurde im September 1976 zunächst provisorisch in den Räumlichkeiten des Kulturzentrums Perchtoldsdorf als Expositur des BG & BRG Keimgasse (Mödling) mit vier ersten Klassen eröffnet. Zwei Jahre später konnte der Neubau in der Roseggergasse 2–4 bezogen werden. Im Schuljahr 1979 kam die Schulform Neusprachliches Gymnasium hinzu, und die Expositur Perchtoldsdorf wurde unter dem Direktor Franz Dostal als Bundesgymnasium und Bundesrealgymnasium verselbständigt. Da der Schulstandort rasch zu klein wurde, wurde von 1980 bis 1981 ein Zubau von sechs Klassen vorgenommen. Weitere bauliche Maßnahmen erforderte die Errichtung der Schulbibliothek und zweier Informatiksäle.
Um der herrschenden Platznot Herr zu werden (seit Jahren gibt es Container- und Wanderklassen) sind eine Erweiterung und Generalsanierung geplant. Zu diesem Zweck wurde ein EU-weiter Architekturwettbewerb ausgeschrieben, der durch das Architekturbüro „PLOV Architekten ZT GmbH“ gewonnen wurde.
Der Baubeginn war für 2021, die Fertigstellung für 2023 geplant. Die veranschlagten Baukosten für den Zubau und die Generalsanierung belaufen sich auf 12,6 Mio. Euro; die Netto-Raumfläche (NRF) der Schule wird dann etwa 8.340 m² betragen.
Die denkmalgerechte Sanierung des Schulgebäudes wurde 2024 abgeschlossen. Die Arbeiten betrafen hauptsächlich das Dach mit einer Fläche von mehr als 2000 m² und die Fassade mit 3200 m². Das Dach wurde mit 61.000 Ziegeln in der Form der „Wiener Taschen“ neu gedeckt, die über 70 kleinteiligen Jugendstil-Holzfenster und ein Holztor instand gesetzt. Das Dach wurde in der bisherigen Form gestaltet, die aufgelassenen Rauchfänge und die Dachkehlen in der originalen Form der „Wiener Irxe“, bei der die Dachziegel einzeln von Hand auf eine Trapezform zugeschnitten werden, wurden beibehalten. Der plastische Fassadenschmuck von Josef Panigl wurde ebenfalls saniert und mit einem Überzug aus Kalkschlämme geschützt.
Im Schuljahr 2018/2019 wurden 927 Schüler (davon 408 männlich, 519 weiblich) in 36 Klassen von insgesamt 90 Lehrpersonen unterrichtet.

## Schulformen
- Gymnasium: Schwerpunkt im sprachlichen Bereich
- Realgymnasium: Schwerpunkt in den naturwissenschaftlichen Fächern
- Musisches Realgymnasium: Realgymnasium unter besonderer Berücksichtigung der musischen Ausbildung

Gymnasium
- Englisch ab der 1. Klasse
- Französisch oder Latein ab der 3. Klasse
- Dritte Fremdsprache ab der 5. Klasse (Latein, Französisch)
- Wahlpflichtfach Italienisch oder Spanisch ab der 6. Klasse
- Auslandssprachwochen in der 7. Klasse
- Internationale Sprachzertifikate in Englisch und Französisch
- Teilnahme an Sprachwettbewerben
- SchülerInnenaustausch mit Frankreich

Realgymnasium
- Fundierte naturwissenschaftliche Ausbildung
- Grundlegende Labortechniken und Arbeitsmethoden in Biologie, Physik, Chemie
- Technologieunterstützter Unterricht in Mathematik, Geometrisch Zeichnen, Darstellende Geometrie
- Mehrtägige Projekte mit naturwissenschaftlichen Schwerpunkten
- Darstellende Geometrie als Studienberechtigung ab der 7. Klasse
- Französisch, Latein oder Spanisch ab der 5. Klasse
- Italienisch als Wahlpflichtfach ab der 6. Klasse

Musisches Realgymnasium
- Zusätzliche Musik- und Chorstunden
- Bildnerische Erziehung und Musik in der 7. und 8. Klasse
- Werken bis zur 4. Klasse, Bildnerisches Gestalten in der 5. Klasse
- Latein oder Französisch ab der 5. Klasse, Möglichkeit einer 3. Fremdsprache ab der 6. Klasse
- Vermehrte fächerübergreifende Projekte
- Theater- und Konzertaufführungen

## Unterrichtsräume und Ausstattung
38 Stammklassen mit Internetanschluss; Sonderunterrichtsräume für Biologie und Umweltkunde, Chemie, Physik, je zwei Säle für Informatik, Musikerziehung, Bildnerische Erziehung, Werkerziehung, Raum für Nachmittagsbetreuung; Schulbibliothek (ca. 13.000 Medien, 6 Computer mit Internet); Dreifachturnhalle; Sportplatz im Freien (gemietet von der Marktgemeinde Perchtoldsdorf).

## Leitung
- Franz Dostal
- Erich Grubhofer
- Elfriede Hussek
- Karl Steinermann
- Hermine Hofstötter
- seit 2014: Wolfgang Faber

## Bekannte Absolventen
- Ursula Poznanski (* 1968), Schriftstellerin
- Gregor Gatscher-Riedl (* 1974), Historiker, Journalist und Archivar
- Franziska Weisz (* 1980), Schauspielerin
- Katharina Weninger (* 1986), Politikerin
- Paul Krisai (* 1994), Journalist